# Liga de Fútbol Playa de España 2020
La Liga de Fútbol Playa de España 2020 es edición del año 2020 del torneo de primer nivel del campeonato español de fútbol playa. Está organizado por la Real Federación Española de Fútbol.
- Datos: Q67191039